# Ingvald Bjerke
Ingvald Johan Bjerke (13. marts 1907 – 1. januar 1990) var en norsk bokser som deltog under Sommer-OL 1928.
I 1928 blev han elimineret i første runde, i vægtklassen wweltervægt efter at han tabte kampen mod den kommende sølvmedalje vinder John Daley. Han deltog i Norgesmesterskabet i boksning 1929 i vægtklassen fjervægt hvor han vandt en sølvmedalje.